# Dzeržinskij rajon (Territorio di Krasnojarsk)
Il Dzeržinskij rajon è un rajon (distretto) del Territorio di Krasnojarsk, nella Russia siberiana centrale; il capoluogo è il villaggio di Dzeržinskoe.